# Misrata
|  | Per a altres significats, vegeu «Misratah». |

Misrata o Mesrata és el nom d'una tribu amaziga de la branca Hawwara del grup al-Barani. Ibn Khaldun diu que el seu origen era un tal Meld fill d'Awrigh. Aquest Awrigh era fill de Baranis i germà d'Hawwara. Meld fou origen també dels Satat. Warfal, Wasil, a través de Lahan i per això són coneguts també com a Lahana. Aquestos Lahana serien els Laganiki o Lasaniki esmentats per Claudi Ptolemeu que diu que vivien a Ptolemais (Ciutat de Barca) a Cirenaica. La tribu del Banu Djafar es deia d'origen àrab però originada també en els Misrata i vivia al segle xiv a la regió de Barka (moderna al-Mardj). Així els lasanikis i un dels seus grups, els misrates, haurien viscut a la mateixa zona durant segles encara que grups de la tribu es van desplaçar ja abans de la conquesta àrab cap al centre de la Tripolitana (el territori fou anomenat Awl Hawwara).
El 1289 ja existia la població de Misrata (Misratah o Misurata) que portava el nom de la tribu, que segons al-Abdari era només un oasi pobre i poc habitat. Però Abu l-Fida (+ 1331) descriu la població (Kusur Misrata) com a rica i plantada d'oliveres i palmeres amb habitants que disposaven de cavalls d'Alexandria i on els pelegrins que hi passaven trobaven un poble cortès. En temps d'Ibn Khaldun (final del segle xiv) la comarca de Misurata va esdevenir encara més prospera. La població pròpiament anomenada Misrata va substituir en importància a Sawaykat Ibn Mathkud que era l'oasi més occidental del grup de la regió de Misrata. Els habitants es dedicaven al comerç amb les regions al sud (Fezzan). Al segle xvi Lleó l'Africà la descriu encara amb una riquesa similar sinó major. En aquest temps una part de la tribu va participar en l'emigració dels Hawwara a través d'Ifríqiya cap a Algèria i el Marroc; una fracció es va establir a l'anomenat Djabal Hawwara al Magreb central, prop de la vila de Batha (de localització desconeguda, però que es pensa que estava prop de la moderna vila de Relizane, entre Tlemcen i Alger).
Una fracció de la tribu és esmentada també a Catania al final del segle xi i començament del xii)